# Dołni Okoł
Dołni Okoł (bułg. Долни Окол) – wieś w Bułgarii, w obwodzie sofijskim, w gminie Samokow. Według danych szacunkowych Ujednoliconego Systemu Ewidencji Ludności oraz Usług Administracyjnych dla Ludności, 15 grudnia 2018 roku miejscowość liczyła 175 mieszkańców.